# Peniżkowe
Peniżkowe (ukr. Пеніжкове) – wieś na Ukrainie, w obwodzie czerkaskim, w rejonie humańskim. W 2009 roku liczyła 543 mieszkańców. W 2025 roku liczyła 397 mieszkańców.
Osada powstała na początku XVII wieku w miejscu wyrębu. W czasach radzieckich we wsi znajdowały się oddziały  kołchozu „Rosija” i sowchozu, których główne siedziby mieściły się w pobliskiej Werchniaczce. 
We wsi odkryto pozostałości osadnictwa kultury trypolskiej, późnej epoki brązu oraz kultury czerniachowskiej.